# Мироновський сільський округ
Миро́новський сільський округ (каз. Миронов ауылдық округі, рос. Мироновский сельский округ) — адміністративна одиниця у складі Тайиншинського району Північноказахстанської області Казахстану. Адміністративний центр — село Мироновка.
Населення — 964 особи (2021; 1310 у 2009, 1897 у 1999, 2439 у 1989).
Станом на 1989 рік існували Виноградовська сільська рада (села Берліновка, Виноградовка, Мироновка, Надеждинка, Старо-Сухотино) та Заріченська сільська рада (села Зарічне, Московка, Октябрське). Пізніше село Октябрське було передано до складу Великоізюмівського сільського округу.

## Склад
До складу округу входять такі населені пункти:
| Населений пункт      | Старі назви | Населення, осіб (1989) | Населення, осіб (1999) | Населення, осіб (2009) | Населення, осіб (2021) |
| -------------------- | ----------- | ---------------------- | ---------------------- | ---------------------- | ---------------------- |
| Берліновка, село     | -           | 148                    | 34                     | -                      | -                      |
| Виноградовка, село   | -           | 760                    | 328                    | 235                    | 181                    |
| Зарічне, село        | -           | 813                    | 677                    | 352                    | 219                    |
| Мироновка, село      | -           | 407                    | 705                    | 573                    | 520                    |
| Московка, село       | -           | 29                     | 16                     | -                      | -                      |
| Надеждинка, село     | -           | 222                    | 187                    | 150                    | 44                     |
| Старо-Сухотино, село | -           | 60                     | 29                     | -                      | -                      |